# منتخب صربيا لكرة القدم للسيدات
منتخب صربيا الوطني لكرة القدم للسيدات (بالصربية: Женска фудбалска репрезентација Србије)‏ هو ممثل صربيا الرسمي في المنافسات الدولية في كرة القدم في فئة كرة قدم نسائية.